# Juan Pedro Sánchez
Juan Pedro Sánchez Benito (Torrejón el Rubio, Cáceres, 1954) es un pintor, escultor y artista placentino.

## Biografía
Nació en la ciudad de Torrejón el Rubio pero a muy temprana edad tuvo que marchase a Plasencia donde se asentaría su familia, manteniéndose durante toda su vida muy ligado tanto sentimental como culturalmente a Extremadura. Fue el promotor de muy distintas iniciativas para dar a conocer la cultura de esta región. Estudió artes en la Escuela Rodrigo Alemán de Plasencia donde recibirá lecciones de modelado, torno y cerámica, Rakú, etc. En este mismo centro y algunos años después, completará su formación siguiendo los consejos del reconocido autor Julio López Hernández.
Tras una exposición en la vecina Lisboa (Galería Trindade), se iniciaran los primeros contactos con autores lisboetas y alentejanos. Dichos encuentros desembocarán en una relación que hoy día va más allá de lo estrictamente profesional, y de la que germinará la idea de realizar encuentros pictóricos y escultóricos anuales o bienales a ambos lados de la frontera. Surgen así los Encuentros de Artes Plásticas de Paço de Arco y Vendas Novas y las ya casi docena de Encuentros Ibéricos.
La culminación de esta etapa llegará con la presencia del pintor en la capital, Madrid, donde es bien recibido y donde sus obras se acogerán al amparo de varios coleccionistas y galerías de la ciudad.

## Galería de imágenes

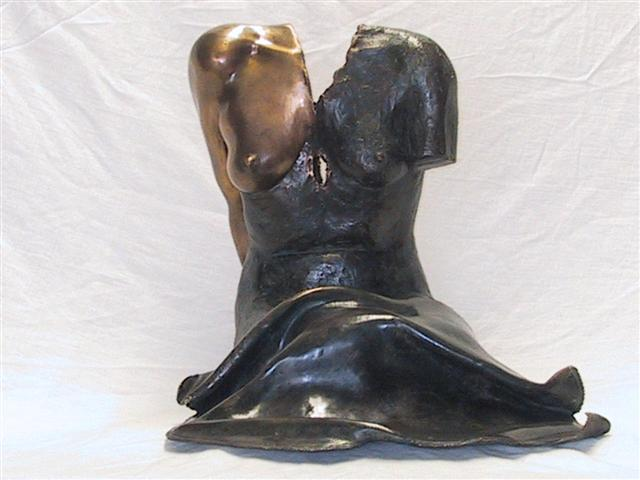
Serie Desde el Interior
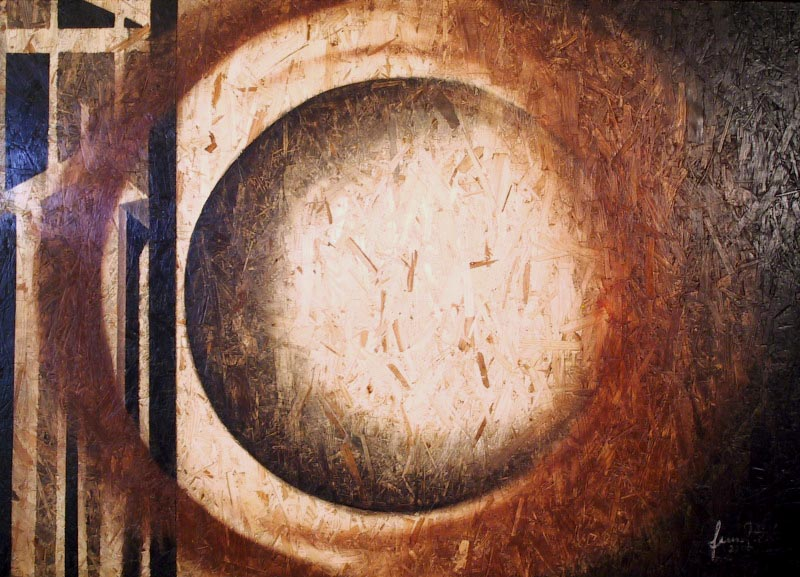
Serie Circular I
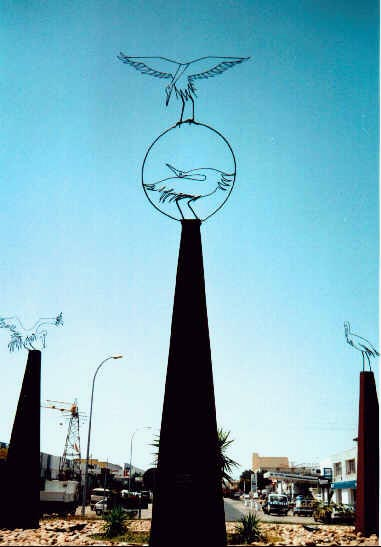
Encuentro (Plasencia)

- Datos: Q9015883
- Multimedia: Juan Pedro Sánchez / Q9015883